# امیل ایده
امیل ایده (فرانسوی: Émile Idée‎؛ ۱۹ ژوئیهٔ ۱۹۲۰ – ۳۰ دسامبر ۲۰۲۴) دوچرخه‌سوار اهل فرانسه بود. او در ۱۹ ژوئیهٔ ۲۰۲۰، صد ساله شد. وی در نهایت در سن ۱۰۴ سالگی، در ۳۰ دسامبر ۲۰۲۴ درگذشت.